# Susana Baca
Susana Baca, właśc. Susana Esther Baca de la Colina (ur. 24 maja 1944 w Chorrillos) – peruwiańska piosenkarka.

## Kariera artystyczna
Baca zdobyła międzynarodową popularność, gdy wydała kompilację The Soul of Black Peru. Otrzymała dwie nagrody Latin Grammy, w 2002 i 2011.
Susana Baca śpiewa w filmie Sigo siendo Javier Corcuera z 2012 roku.

## Minister Kultury
Od lipca do grudnia 2011 roku pełniła funkcję ministra kultury w rządzie Ollanta Humala.